# Хеноринум
Хеноринум (лат. Chaenorhinum; от др.-греч. χαίνω, chaino — открытый и ῥίς, rhis — рыльце) — род травянистых растений семейства Подорожниковые (Plantaginaceae).

## Ботаническое описание
Однолетние или многолетние, железисто опушённые травянистые растения. Листья супротивные (иногда верхние очерёдные), цельные, цельнокрайные, суженные в черешок.
Цветки пазушные, 3—15 мм длиной (без шпорца), иногда скученные на концах ветвей в кистевидные соцветия. Чашечка почти до основания пятираздельная; чашелистики длинные, неравные; цветоножки в 2—4 раза длиннее чашечки. Венчик двугубый с прямой верхней губой, двунадрезанной и 3-лопастной нижней, в основании с плоским вздутием, с открытым или полуоткрытым зевом, с цилиндрической, иногда почти воронковидной трубкой, при основании с коротким прямым шпорцем. Тычинок 4 (2 передние длиннее остальных), прикрепленных в основании венчика; пыльники двугнёздные с расходящимися гнездами. Завязь продолговато-эллиптическая, с более или менее неравными гнездами, окруженная дисковидным нектарником; столбик длинный, тонкий, с головчатым или слегка двулопастным рыльцем. Коробочка эллиптическая, тонкостенная, неравногнездная (нижнее гнездо обычно превосходит переднее), вскрывающаяся на верхушке гнезд 1—3 клапанами-порами. Семена мелкие, многочисленные, продолговато-эллипсоидальные или обратно-яйцевидные, ребристые или призматические, по ребрышкам бугорчатые.

## Виды
Род включает 25 видов:
- Chaenorhinum calycinum (Banks & Sol.) P.H.Davis
- Chaenorhinum cryptarum (Boiss. & Hausskn.) P.H.Davis
- Chaenorhinum flexuosum (Desf.) Lange
- Chaenorhinum foroughii Speta
- Chaenorhinum gamezii Güemes, F.Marchal, E.Carrió & Blasco
- Chaenorhinum grandiflorum (Coss.) Willk.
- Chaenorhinum grossecostatum Speta
- Chaenorhinum huber-morathii P.H.Davis
- Chaenorhinum johnstonii (Stapf) Pennell
- Chaenorhinum litorale (Bernh. ex Willd.) Rouy
- Chaenorhinum macropodum (Boiss. & Reut.) Lange
- Chaenorhinum minus (L.) Lange — Хеноринум малый
- Chaenorhinum origanifolium (L.) Kostel. typus
- Chaenorhinum reticulatum Speta
- Chaenorhinum robustum Loscos
- Chaenorhinum rubrifolium (Robert & Castagne ex DC.) Fourr.
- Chaenorhinum rupestre (Guss.) Speta
- Chaenorhinum semiglabrum (Loidi & A.Galán) Alejandre, Arizal. & J.Benito
- Chaenorhinum semispeluncarum Yildirim, Kit Tan, Senol & Pirhan
- Chaenorhinum serpyllifolium (Lange) Lange
- Chaenorhinum suttonii Benedí & P.Monts.
- Chaenorhinum tenellum (Cav.) Lange
- Chaenorhinum tuberculatum Speta
- Chaenorhinum villosum (L.) Lange
- Chaenorhinum yildirimlii Kit Tan, Yildirim, Senol & Pirhan